# Richard Leopold (Gewichtheber)
Richard Leopold (* 1. Mai 1909 in Eisenach; † 1997) war ein deutscher Gewichtheber.

## Werdegang
Richard Leopold wuchs in Erfurt auf und begann dort 1926 mit dem Gewichtheben. Bald war er der beste thüringische Heber in der Halbschwergewichtsklasse und zählte ab 1931 auch zu den besten deutschen Gewichthebern. Bis 1939 war er bei vielen Wettkämpfen vorne mit dabei und startete zweimal bei Europameisterschaften. Der ganz große Wurf, Olympiasieger oder Europameister (Weltmeisterschaften wurden seinerzeit nicht ausgetragen) zu werden, gelang ihm indessen nicht. 1933 erreichte er mit 89,5 kg im einarmigen Reißen links einen neuen Weltrekord.
Richard Leopold war auch ein sehr guter Rasenkraft- und Kunstkraftsportler. Nach dem Zweiten Weltkrieg wurde er noch zweimal DDR-Meister und hat sich um den Aufbau des Gewichthebens in Thüringen und der DDR als Trainer und Kampfrichter große Verdienste erworben.
Von Beruf war Richard Leopold erst Eisenbahner und dann DDR-Transportpolizist.

## Erfolge

### Internationale Erfolge
(EM = Europameisterschaft, OD = olympischer Dreikampf, bestehend aus beidarmigem Drücken, Reißen und Stoßen, FK = Fünfkampf, bestehend aus dem OD + einarmigem Reißen und einarmigem Stoßen, Hs = Halbschwergewicht)
- 1934, 4. Platz, EM in Genua, Hs, OD, mit 330 kg, hinter Fritz Haller, Österreich, 370 kg, Eugen Deutsch, Deutschland, 365 kg und Zemann, Österreich, 342,5 kg;
- 1935, 4. Platz, EM in Paris, Hs, OD, mit 330 kg, hinter Louis Hostin, Frankreich, 370 kg, Deutsch, 357,5 kg und Haller, 340 kg

### Deutsche Meisterschaften
- 1931, 3. Platz, Hs, OD, mit 315 kg, hinter Karl Bierwirth, Essen, 332,5 kg und Anton Gietl, München, 332,5 kg;
- 1933, 1. Platz, Hs, FK, mit 495 kg, vor Karl Bierwirth, 490 kg und Anton Gietl, 480 kg;
- 1934, 2. Platz, Hs, FK, mit 525 kg, hinter Eugen Deutsch, Augsburg, 542,5 kg und vor Anton Gietl, 512,5 kg;
- 1935, 2. Platz, Hs, OD, mit 345 kg, hinter Eugen Deutsch, 365 kg und vor Duschka, Welzow, 337,5 kg;
- 1936, 4. Platz, Hs, OD, mit 350 kg, hinter Eugen Deutsch, 362,5 kg, Anton Gietl, 357,5 kg und Karl Bierwirth, 352,5 kg;
- 1937, 2. Platz, Hs, OD, mit 347,5 kg, hinter Anton Gietl, 360 kg und vor Karl Bierwirth, 347,5 kg;
- 1938, 1. Platz, Hs, OD mit 357,5 kg, gemeinsam mit Fritz Haller, Wien, 357,5 kg und vor Theodor Heitzmann, Wien, 340 kg

### DDR-Meisterschaften
Richard Leopold wurde 1951 DDR-Meister im Leichtschwer- und 1952 im Schwergewicht.

### Weltrekorde
(Anm.: Weltrekorde im einarmigen Gewichtheben werden heute nicht mehr geführt, hatten aber bis ca. 1950 noch große Bedeutung.)
- 89,5 kg, einarmiges Reißen links, Halbschwergewicht (bis 82,5 kg Körpergewicht)